# Lassy (Ille i Vilaine)
Lassy (en bretó Lazig, en gal·ló Laczic) és un municipi francès, situat a la regió de Bretanya, al departament d'Ille i Vilaine. L'any 2006 tenia 1.311 habitants. Limita amb els municipis de Baulon, Goven, Guichen, Guignen i La Chapelle-Bouëxic.

## Demografia
| 1962                                       | 1968 | 1975 | 1982 | 1990 | 1999  |
| ------------------------------------------ | ---- | ---- | ---- | ---- | ----- |
| 333                                        | 373  | 441  | 729  | 911  | 1.026 |
| Des de 1962: població sense dobles comptes |      |      |      |      |       |

## Administració
| Període   | Identitat           | Partit |
| --------- | ------------------- | ------ |
| 1983-2008 | Raymond Piron       |        |
| 2008-     | Didier Le Chénéchal | PRG    |